# Psilophyton
A Psilophyton a devon kori növények egyik nemzetsége.

## Előfordulásuk
A Psilophyton-fajok a devon korban éltek, körülbelül 420-360 millió évvel ezelőtt. Kövületeiket a kanadai Québec és Új-Brunswick tartományokban, az amerikai Maine államban, a németországi Észak-Rajna–Vesztfáliában, Csehországban és a kínai Jünnan tartományban fedezték fel.

## Megjelenésük
E növénycsoport föld alatti gyöktörzséből 1-2 méter magas, többszörösen villásan elágazó hajtások fejlődtek, középütt szállítónyalábbal, a hajtások csúcsán sporangiummal és izospórákkal

## Rendszerezés
A nembe az alábbi 14 faj tartozik:
- Psilophyton burnotense (Gilkinet) Kräusel & Weyland
- Psilophyton charientos Gensel (1979)
- Psilophyton coniculum Trant & Gensel (1985)
- Psilophyton crenulatum Doran (1980)
- Psilophyton dapsile Kasper et al. (1974)
- Psilophyton dawsonii H.P.Banks et al. (1975)
- Psilophyton forbesii Andrews et al. (1968)
- Psilophyton genseliae Gerienne (1997)
- Psilophyton krauselii Obrhel (1959)
- Psilophyton microspinosum Kasper et al. (1974)
- Psilophyton parvulum Gerienne (1995)
- Psilophyton princeps Dawson (1859)
- Psilophyton primitivum Hao & Gensel (1998)
- Psilophyton szaferi Zdebska (1986)

### Fordítás
- Ez a szócikk részben vagy egészben  a   Psilophyton című angol Wikipédia-szócikk ezen változatának fordításán alapul.  Az eredeti cikk szerkesztőit annak laptörténete sorolja fel. Ez a jelzés csupán a megfogalmazás eredetét és a szerzői jogokat jelzi, nem szolgál a cikkben szereplő információk forrásmegjelöléseként.